# 阿伦尼乌陨石坑
阿伦尼乌陨石坑（Arrhenius）是位于月球背面西南边沿的一座撞击坑，其名称取自瑞典杰出的物理学家暨天体物理学家，1903年诺贝尔化学奖得主"斯凡特·奥古斯特·阿伦尼乌斯"(Paul Guthnick，1879年-1947年)，1970年被国际天文学联合会批准接受。

## 描述
该陨坑位于形成于酒海纪期，直径630公里的孟德尔-里德伯盆地内，东北偏东靠近安德逊陨石坑(Andersson)、东南偏南毗邻皮拉特尔环形山(Pilâtre)，沙佩环形山(Chappe)它的南面、较远的西南偏南及西侧则坐落了布兰查德陨石坑(Blanchard)及德罗伊陨石坑。该陨坑中心月面坐标为55°35′S 91°27′W / 55.58°S 91.45°W，直径40.93公里，深度约2.21公里。
由于长期暴露在小陨石的撞击下，阿伦尼乌陨石坑的壁沿已明显挫平，形成一圈低矮、钝化的坑壁，沿西北偏西壁有一处撞击切口，而东南壁则向外凸出，一座小陨坑覆盖在它的西南壁沿上。坑壁最大高出周边地形1040米，内部容积约1260公里3。坑内地表相对平坦，无有中央峰及其它醒目的地貌结构。
尽管该陨坑位于月球的另一侧，但在合适的月球摄动期间从地球上可观察到它。

## 卫星陨石坑
按惯例，最靠近阿伦尼乌陨石坑的卫星坑在月图上以字母标注在该坑中心点的旁边。
| 阿伦尼乌 | 纬度    | 经度    | 直径    |
| -------- | ------- | ------- | ------- |
| J        | 57.6° S | 88.3° W | 18 公里 |

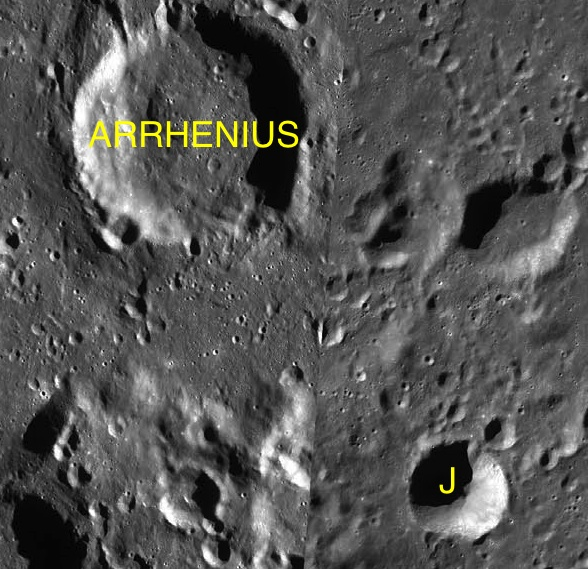
LAC-135 区域图

- 1991年卫星坑"阿伦尼乌 P"已被国际天文学联合会更名为布兰查德陨石坑。

## 另请参阅
- Andersson, L. E.; Whitaker, E. A. . NASA RP-1097. 1982.
- Blue, Jennifer. . USGS. July 25, 2007  [2007-08-05]. （原始内容存档于2019-12-05）.
- Bussey, B.; Spudis, P. . New York: Cambridge University Press. 2004. ISBN 978-0-521-81528-4.
- Cocks, Elijah E.; Cocks, Josiah C. . Tudor Publishers. 1995. ISBN 978-0-936389-27-1.
- McDowell, Jonathan. . Jonathan's Space Report. July 15, 2007  [2007-10-24]. （原始内容存档于2019-06-21）.
- Menzel, D. H.; Minnaert, M.; Levin, B.; Dollfus, A.; Bell, B. . Space Science Reviews. 1971, 12 (2): 136–186. Bibcode:1971SSRv...12..136M. doi:10.1007/BF00171763.
- Moore, Patrick. . Sterling Publishing Co. 2001. ISBN 978-0-304-35469-6.
- Price, Fred W. . Cambridge University Press. 1988. ISBN 978-0-521-33500-3.
- Rükl, Antonín. . Kalmbach Books. 1990. ISBN 978-0-913135-17-4.
- Webb, Rev. T. W.  6th revised. Dover. 1962. ISBN 978-0-486-20917-3.
- Whitaker, Ewen A. . Cambridge University Press. 1999. ISBN 978-0-521-62248-6.
- Wlasuk, Peter T. . Springer. 2000. ISBN 978-1-85233-193-1.